# Macromitrium gigasporum
Macromitrium gigasporum là một loài Rêu trong họ Orthotrichaceae. Loài này được Herzog mô tả khoa học đầu tiên năm 1916.